# 친구와 애인 사이 (2013년 영화)
《친구와 애인 사이》(영어: Cavemen)는 2013년 공개된 미국의 코미디 영화이다.

## 출연진
- 스카일러 애스틴
- 커밀라 벨
- 채드 마이클 머리
- 다요 오케니이
- 알렉시스 냅
- 케니 워멀드
- 제이슨 패트릭
- 페르난다 로메로
- 술레이카 실베르
- 어난드 더사이버로치아
- 채스티 바예스테로스
- 야니 킹
- 제이크 시걸

## 기타 제작진
- 공동 제작: 제러미 레이신, 제이미슨 스턴
- 배역: 멜러니 버지스, 존 프랭크 리비
- 의상: 더니아 스키너
- 분장: 리베카 히키
- 조감독: 말런 “구스” 월